# Kammerfosselva

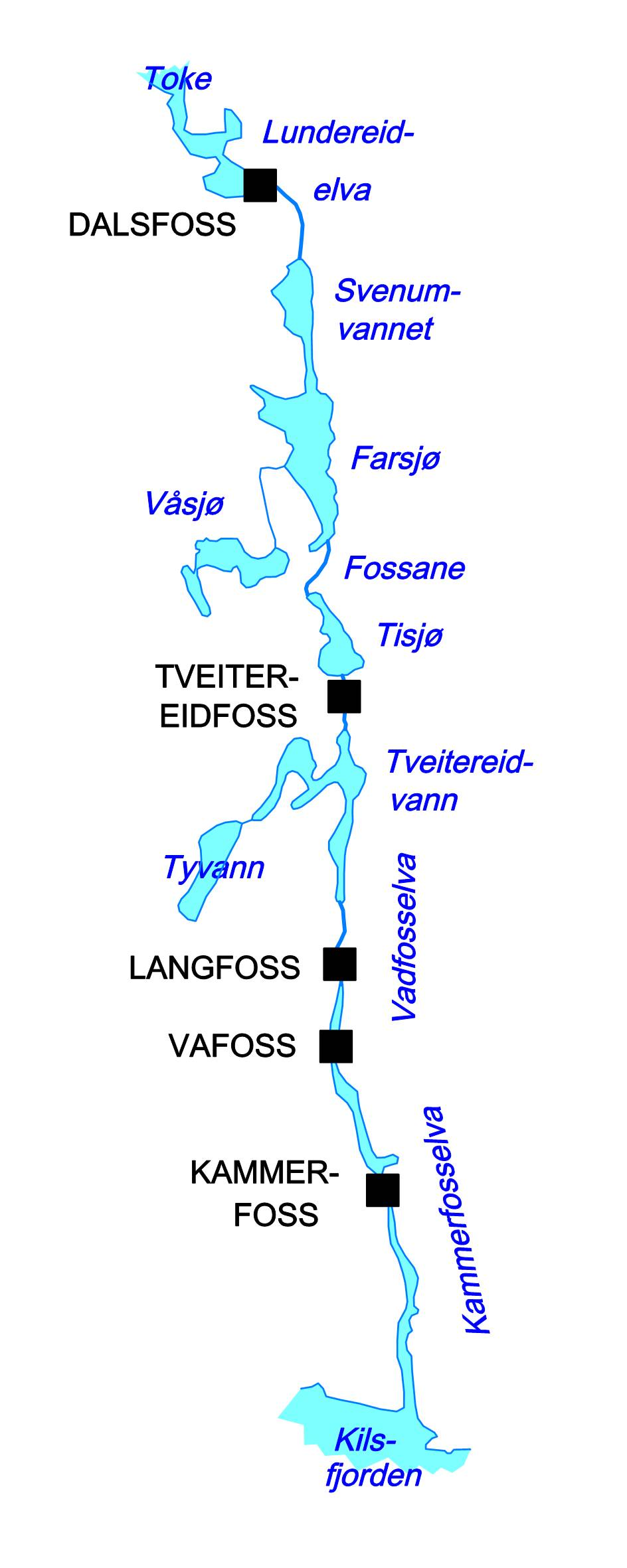

Die Kammerfosselva ist ein Fluss in der Kommune Kragerø im Fylke Telemark in Norwegen. Er bildet den Unterlauf des Flusssystems Kragerøvassdraget.
Eigentlich wird nur der unterste Flussabschnitt zwischen dem Vafoss kraftwerk und der Mündung westlich der Stadt Kragerø in den Kilsfjord als Kammerfosselva bezeichnet. Es werden aber auch größere Flussabschnitte – vom Tveitereidfoss kraftverk abstrom oder sogar ab dem Dalsfoss kraftverk, das den See Tokke reguliert – zur Kammerfosselva gezählt.